# Station Toruń Miasto

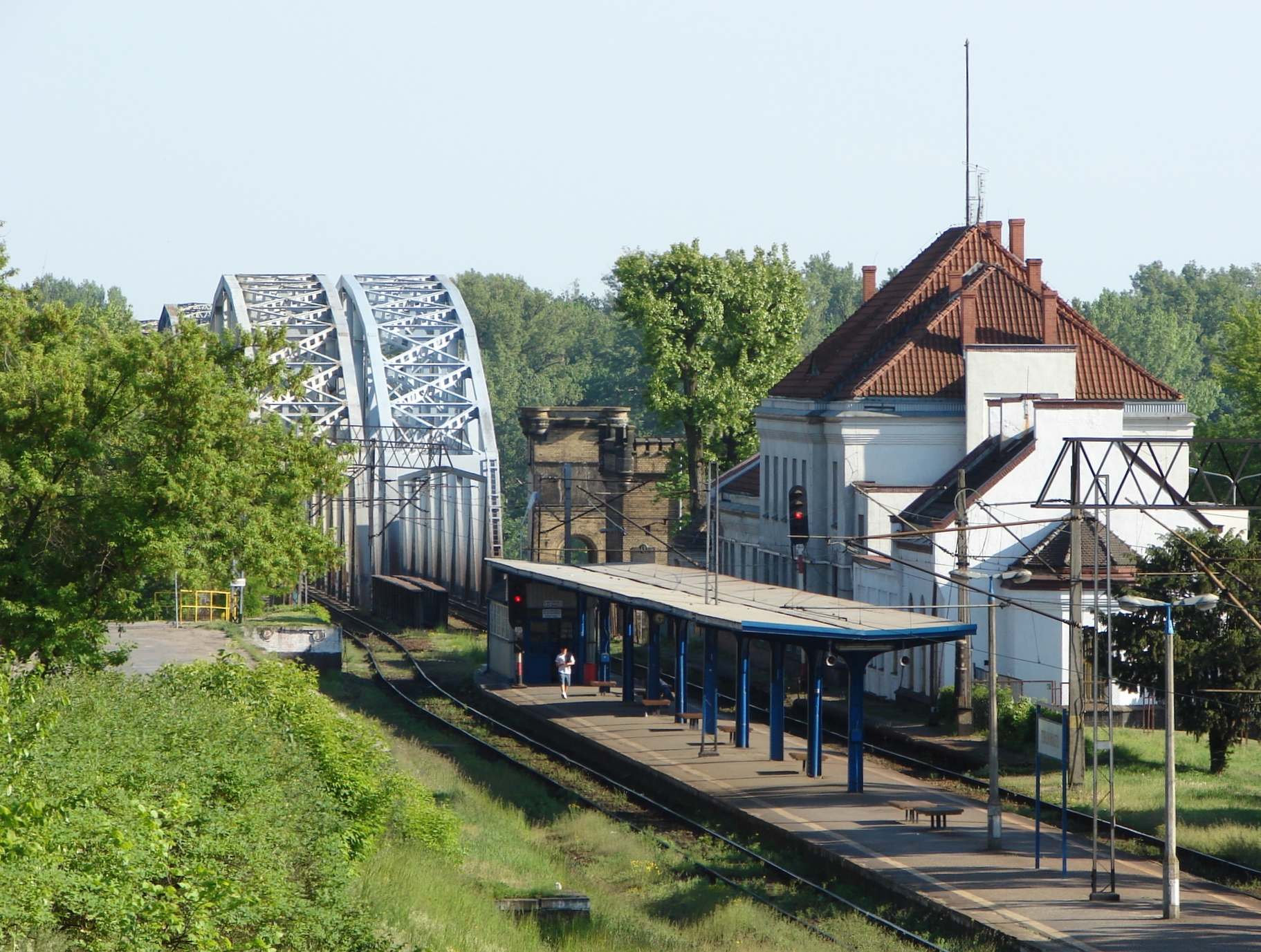

Station Toruń Miasto is een spoorwegstation in de Poolse plaats Toruń.